# 稚名はなび
稚名 はなび（わかな はなび、4月25日 - ）は、日本の漫画家、イラストレーター。男性。鹿児島県出身、埼玉県在住。

## 経歴・特徴
『COMICポプリクラブ』（マックス）・『ヤングコミック』（少年画報社）などに作品を発表していた。
一時期、漫画家をやめて、就職をしていたという。勤め先の会社が問題を起こして倒産し、友人の勧めにより、漫画家に復業している。
2017年の「思春期と本気セックス」発表後は再び漫画家をやめて就職していたが、再び勤め先の会社が倒産したため2022年よりイラストレーター・同人作家として復帰した。

## 作品リスト

### 単行本
1. 『姉だく』 2003年3月26日発売、大洋図書〈ミリオンコミックス〉、ISBN 978-4-81300-932-0
収録作品：「窮鼠猫を噛む」、「恋慕」、「思い出残し」、「SMASH BROTHERS」、「PANIC ATTACK」、「誰（た）が為に」、「僕たちの望むもの」、「凌辱ロワイヤル」、「超絶メイド宣言」、「藤崎くんと小泉くん」、「君を忘れない」
2. 『凌辱小町』 2005年1月発売、富士美出版〈富士美コミックス〉、ISBN 978-4-89421-614-3
収録作品：「凌辱小町」、「姉弟ゲンカ」、「アートな彼女」、「牛の恩返し」、「慕情」、「悔恨」、「ずっと２人で」、「立身出世的中華飯店/選ばれし者」、「最後の巫女さま」、「邪神」
3. 『初恋とフェラチオと精飲』 2014年4月25日発行（2014年4月13日発売[6]）、マックス〈ポプリコミックス〉、ISBN 978-4-86379-309-5
収録作品：「花一華」、「牡丹一葉」、「向日葵一芽」、「初恋の魔導師」、「覚悟の乙女」、「彼の特権」、「無くて七癖」、「CHERRY JUNKIE」、「キャットフードの娘」、「突撃!隣の若奥さん」、「COMPLEX」

### 単行本未収録作
- キミと未来と変態と （ヤングコミック2011年12月号、2012年2月号、7月号 - 9月号、11月号）
- 思春期と本気セックス-向日葵一華- （ヒット出版社『COMIC阿吽』2017年5月号、わかなはなび名義）